# Scrimă la Jocurile Olimpice de vară din 1968
Probele de scrimă la Jocurile Olimpice de vară din 1968 s-au desfășurat în perioada 22–25 octombrie la sala de scrimă Fernando Montes de Oca.

## Clasament pe medalii
| Loc | Țară                    | Aur | Argint | Bronz | Total |
| --- | ----------------------- | --- | ------ | ----- | ----- |
| 1   | Uniunea Sovietică (URS) | 3   | 4      | 0     | 7     |
| 2   | Ungaria (HUN)           | 2   | 2      | 3     | 7     |
| 3   | Polonia (POL)           | 1   | 0      | 2     | 3     |
| 4   | Franța (FRA)            | 1   | 0      | 1     | 2     |
| 4   | România (ROU)           | 1   | 0      | 1     | 2     |
| 6   | Italia (ITA)            | 0   | 1      | 1     | 2     |
| 7   | Mexic (MEX)             | 0   | 1      | 0     | 1     |

## Evenimente

### Masculin
| Probă             | Aur | Argint | Bronz |
| Spadă             | Gyözö Kulcsar · Ungaria (HUN)                                                                                   | Hrihorii Kriss · Uniunea Sovietică (URS)                                                                             | Gianluigi Saccaro · Italia (ITA)                                                                                |
| Spadă pe echipe   | Ungaria (HUN) · Csaba Fenyvesi · Zoltan Nemere · Pál Schmitt · Gyözö Kulcsar · Pal Nagy                         | Uniunea Sovietică (URS) · Hrihorii Kriss · Iosif Vitebski · Aleksei Nikancikov · Iuri Smoleakov · Viktor Modzolevski | Polonia (POL) · Bogdan Andrzejewski · Michał Butkiewicz · Bogdan Gonsior · Henryk Nielaba · Kazimierz Barburski |
| Floretă           | Ion Drîmbă · România (ROU)                                                                                      | Jenö Kamuti · Ungaria (HUN)                                                                                          | Daniel Revenu · Franța (FRA)                                                                                    |
| Floretă pe echipe | Franța (FRA) · Daniel Revenu · Gilles Berolatti · Christian Noël · Jean-Claude Magnan · Jacques Dimont          | Uniunea Sovietică (URS) · Gherman Sveșnikov · Iuri Șarov · Vasili Stankovici · Viktor Puteatin · Iuri Sisikin        | Polonia (POL) · Witold Woyda · Zbigniew Skrudlik · Ryszard Parulski · Egon Franke · Adam Lisewski               |
| Sabie             | Jerzy Pawłowski · Polonia (POL)                                                                                 | Mark Rakita · Uniunea Sovietică (URS)                                                                                | Tibor Pézsa · Ungaria (HUN)                                                                                     |
| Sabie pe echipe   | Uniunea Sovietică (URS) · Vladimir Nazlîmov · Viktor Sideak · Eduard Vinokurov · Mark Rakita · Umear Mavlihanov | Italia (ITA) · Wladimiro Calarese · Michele Maffei · Cesare Salvadori · Pierluigi Chicca · Rolando Rigoli            | Ungaria (HUN) · Tamás Kovács · Janos Kalmar · Péter Bakonyi · Miklos Meszena · Tibor Pézsa                      |

### Feminin
| Probă             | Aur | Argint | Bronz |
| Floretă           | Elena Novikova-Belova · Uniunea Sovietică (URS)                                                                                  | Pilar Roldán · Mexic (MEX)                                                                                       | Ildikó Újlaky-Rejtő · Ungaria (HUN)                                                                        |
| Floretă pe echipe | Uniunea Sovietică (URS) · Aleksandra Zabelina · Tatyana Samusenko · Elena Novikova-Belova · Galina Gorokhova · Svetlana Tširkova | Ungaria (HUN) · Lidia Dömölki-Sakovics · Ildikó Bóbis · Ildikó Újlaky-Rejtő · Maria Jarmy · Paula Marosi-Foldesi | România (ROU) · Ecaterina Stahl-Iencic · Ileana Gyulai-Drîmbă · Maria Vicol · Olga Szabó-Orbán · Ana Pascu |

## Țări participante
275 de trăgători (217 de bărbăti și 58 de femei) din 34 de țări au participat la Mexico City 1968.
- Antilele Olandeze (3)
- Argentina (10)
- Australia (5)
- Austria (5)
- Belgia (3)
- Brazilia (4)
- Canada (5)
- Cuba (13)
- Egipt (4)
- Elveția (5)
- Franța (20)
- Germania de Vest (20)
- Irlanda (4)
- Italia (19)
- Japonia (5)
- Liban (3)
- Luxemburg (1)
- Marea Britanie (17)
- Mexic (14)
- Norvegia (2)
- Paraguay (1)
- Peru (1)
- Polonia (20)
- Portugalia (4)
- Puerto Rico (1)
- Germania de Est (4)
- România (10)
- Statele Unite ale Americii (20)
- Suedia (6)
- Ungaria (20)
- Uniunea Sovietică (20)
- Uruguay (1)
- Venezuela (4)
- Vietnam (1)

## Legături externe
- Statistice Arhivat în 25 decembrie 2008, la Wayback Machine. pe Sports Reference